# Холланд, Питер
Пи́тер Хо́лланд (англ. Peter Holland; 14 января 1991, Торонто, Канада) — профессиональный канадский хоккеист, в настоящее время является свободным агентом.

## Игровая карьера

### Клубная карьера
Питер Холланд выступал в Хоккейной лиге Онтарио за «Гелф Шторм». После успешного второго сезона в ОХЛ, где он занял второе место в команде по набранным очкам, его на драфте НХЛ 2009 года в первом раунде выбрал «Анахайм Дакс» под общим 15-м номером. Проведя ещё два сезона в ОХЛ, Холланд перебрался в АХЛ в фарм-клуб «Анахайма» — «Сиракьюз Кранч». В сезоне 2011/12 Холланд дебютировал в НХЛ в матче против «Детройт Ред Уингз» 5 ноября 2011 года. А уже в третьем матче за уток Питер забросил свою первую шайбу в лиге в ворота Роберто Луонго из «Ванкувер Кэнакс». Эта шайба стала победной в том матче.
16 ноября 2013 года Питер Холланд перешёл в «Торонто Мейпл Лифс» в результате обмена. Вместе с ним в «лифс» перешёл Брэд Стобитц, а в обратном направлении отправился защитник Джесси Блэкер и два выбора на драфте 2014 года: во втором раунде и в седьмом раунде выбор «Анахайма», который был получен в результате обмена Дэйва Стекела.
22 мая 2019 года подписал двухлетний контракт с екатеринбургским клубом «Автомобилист».

### В сборной
Холланд выступал за сборную Канады на юношеском чемпионате мира 2009 года, где набрал 5 (1+4) очков и показатель полезности +5, а Канада заняла четвёртое место.

## Интересные факты
Своими кумирами Холланд называет Джо Сакика и Матса Сундина, любимая команда — «Торонто Мейпл Лифс».